# 正皓玄
正皓玄（1989年3月20日—），本名鄭皓璿，臺灣歌手男歌手及籃球運動員，生於臺灣宜蘭縣，泰雅族人，國立東華大學體育與運動科學研究所畢業，曾效力超級籃球聯賽（SBL）臺灣銀行。

## 演藝經歷

### 2015年
2015正皓玄小河岸個人演唱會

### 2016年
2016發行個人專輯《第二夢想》

### 2019年
2019 數位發行EP 《曙光的力量》

## 籃球生涯
2011年至2015年效力超級籃球聯賽（SBL）臺灣銀行。2017年至2018年效力東南亞職業籃球聯賽（ABL）寶島夢想家。

## 音樂作品
《第二夢想》（2016年）
《曙光的力量》（2019年）

## 影視作品

### 微電影
2017年《單行道》